# Hagop Vahram Çerçiyan
Hagop Vahram Çerçiyan war ein osmanischer und türkischer Lehrer für Mathematik, Geografie und Kalligrafie am Robert College von Istanbul. Zudem war Çerçiyan Lehrer bekannter türkischer Politiker.

## Leben
Der armenischstämmige Hagop Vahram Çerçiyan war Lehrer. Er reiste durch die Vereinigten Staaten, um die Palmer-Methode zu studieren, die zu dieser Zeit Beliebtheit erlangt hatte. Er brachte diese seinen Schülern bei. Er kehrte nach Istanbul zurück und wurde Lehrer für Mathematik, Geografie und Kalligrafie am Robert College. In seiner 55-jährigen Tätigkeit am Robert College unterrichtete Çerçiyan mehr als 25.000 Schüler, darunter den zukünftigen Ministerpräsidenten Bülent Ecevit, den Außenminister Selim Sarper, den Diplomaten Rıfat Turgut Menemencioğlu und den Kabinettsminister Kasseem Gulek.

## Atatürks Signatur

Die Unterschrift, von der Hagop Çerçiyan behauptet, er habe sie entworfen und sie sei von Mustafa Kemal Atatürk ausgewählt worden.

Während der Gründungsjahre der Türkischen Republik wurde ein lateinbasiertes Alphabet eingeführt, um das bis dahin verwendete perso-arabische Alphabet zu ersetzen. Als Teil der Reformen wurden türkische Staatsbürger mit dem Gesetz Nr. 2525 vom 21. Juni 1934 verpflichtet, einen Familiennamen anzunehmen. Doch bereits vorher verwendeten türkische Staatsbürger christlicher und jüdischer Religionszugehörigkeit Nachnamen – nicht jedoch Muslime. Mustafa Kemal Pascha selbst musste ebenfalls einen Nachnamen annehmen und die Große Nationalversammlung gab ihm den Nachnamen Atatürk, was „Vater der Türken“ bedeutet. Viele Parlamentsmitglieder, darunter auch zahlreiche von Çerçiyans ehemaligen Schülern, schlugen vor, dass Atatürk eine neue Signatur für seinen Namen annehmen sollte. An einem Novembermorgen im Jahre 1934 stellten diese Parlamentsmitglieder den Vorschlag Çerçiyan vor, der sich dieser Aufgabe annahm. In dieser Nacht wurden fünf an diesem Morgen vorbereitete Signaturen vorgeschlagen und Polizeioffiziere sammelten sie ein. Çerçiyan behauptete, Atatürk wählte die eine mit „K. Atatürk“ aus. Der Historiker Cengiz Özakıncı widerlegte diese Behauptung und stellte fest, dass Atatürks Unterschrift durch das Schreiben seines Vor- und Nachnamens in seiner eigenen Handschrift gebildet wurde und dass Vahram Çerçiyan die Unterschrift Atatürks auf dem 1934 erschienenen Nutuk nur eingraviert hat, um in der Druckerei ein Klischee mit Porzellantinte herzustellen, und dass er Jahre später die Behauptung aufstellte, dass „ich die Unterschrift entworfen“ habe.